# 赵曙光 (演员)
赵曙光是汕头话剧团团长、潮汕著名话剧演员、潮汕名剧《夏雨来》的编导和主演。籍贯河北，很小就去往汕头生活，在汕头读书。1971年进入汕头市歌舞团。那时，他学的是舞蹈，在长达8年的时间里，他跳过民族舞、芭蕾舞。

## 由舞者转变为演员
赵曙光最初是文工团一名舞者，但突如其来的一场大病让他深感舞蹈生涯的短暂。赵曙光说：“那段时间我学了很多，也获得了一个能够在舞台是自如表现的形体条件。”
1979年汕头话剧团重建，赵曙光选择与话剧结缘。作为河北人的他为了话剧苦练潮语，辛苦与付出可想而知，而这个选择也从此改变了他的舞台轨迹，他的话剧人生由此启程。上世纪80年代是汕头话剧的春天，但好景不长，90年代，汕头话剧走入低谷，赵曙光临危受命出任话剧团团长，并立志重振汕头话剧。
1991年，他调入市曲艺团任编导。有一次，他看到中央电视台的小品《五毛钱两》，小品播出后，现在已是家喻户晓。他说：“小时候我们经常听老人们讲夏雨来的故事，我想，新疆有一个阿凡提深入人心，我们若不把夏雨来的故事搬上舞台，那么再过数年，下一代人有就不晓得他了。”源于这个初衷，1995年他一气呵成一连创作了5集系列剧《夏雨来》。

## 主要作品
赵曙光演过很多潮汕话剧和大型话剧演出：其中最具代表作的就是《夏雨来》，还有《72家房客》、《369抢亲》、《369开当铺》、《有钱就是妈》、《见钱眼开》、《出租新娘》、《潮汕小吃》、《一双绣花鞋》、《老曹的故事》、《傻子相亲》、《外国媳妇潮汕郎》、《打麻将》、《打针》、《物极必反》、《唐伯虎点秋香》、等等作品。

## 家庭
赵曙光提起他的老丈人方润生：“年时，我在演话剧，莉莉也在团里，而她爸时任团长，我们经常对戏，老丈人对我是非常的好，使我懂得了很多演艺技能。”同为演员的方莉莉是他的贤内助，演艺事业上的好伴侣。20多年来，这两位“活宝”就台前幕后，夫唱妇随，“在艺术上，我们是谁讲得有道理就谁当老师。”